# 한국전원생활협회
한국전원생활협회는 전원생활 관련 정보제공·홍보 및 제도개선 제안, 도농교류 활성화를 통한 도농 균형발전 도모, 전원생활 관련 제도개선 마련 등을 목적으로 2005년 12월 2일 설립된 사단법인이다. 사무실은 강원도 원주시 신림면 성남리 536-5에 있다.

## 주요 사업
- 전원생활 대국민 홍보를 위한 정기간행물 발행, 출판, 박람회 개최 및 인터넷 관련사업 등
- 전원생활 관련법령, 정책 및 제도 등의 개선에 관한 연구 및 건의
- 전원생활 관련시설 개발․운영 및 기술향상을 위한 조사․연구 및 지도
- 회원 공동체단위 전원마을 조성 및 전원생활자들을 위한 기반조성사업
- 전원생활을 통한 도농교류 활성화 사업 및 실버문제 해결을 위한 사업 등